# Europees kampioenschap volleybal vrouwen onder 18
Het Europees kampioenschap volleybal vrouwen onder 18 wordt tweejaarlijks georganiseerd door de CEV.

## Toernooien
| Jaar | Gastland             | Eerste    | Tweede    | Derde                |
| ---- | -------------------- | --------- | --------- | -------------------- |
| 1995 | Spanje               | Italië    | Rusland   | Slowakije            |
| 1997 | Slowakije            | Rusland   | Kroatië   | Polen                |
| 1999 | Polen                | Polen     | Nederland | Rusland              |
| 2001 | Tsjechië             | Italië    | Polen     | Wit-Rusland          |
| 2003 | Kroatië              | Kroatië   | Italië    | Servië en Montenegro |
| 2005 | Estland              | Oekraïne  | Rusland   | Italië               |
| 2007 | Tsjechië             | Duitsland | Servië    | Italië               |
| 2009 | Nederland            | België    | Servië    | Italië               |
| 2011 | Turkije              | Turkije   | Italië    | Servië               |
| 2013 | Montenegro en Servië | Polen     | Italië    | Turkije              |
| 2015 | Bulgarije            | Rusland   | Servië    | België               |
| 2017 | Nederland            | Rusland   | Italië    | Wit-Rusland          |
| 2018 | Bulgarije            | Rusland   | Italië    | Turkije              |

## Medaillespiegel
| Plaats | Land                 | Goud | Zilver | Brons | Totaal |
| 1      | Rusland              | 4    | 2      | 1     | 7      |
| 2      | Italië               | 2    | 5      | 3     | 10     |
| 3      | Polen                | 2    | 1      | 1     | 4      |
| 4      | Kroatië              | 1    | 1      | 0     | 2      |
| 5      | Turkije              | 1    | 0      | 2     | 3      |
| 6      | België               | 1    | 0      | 1     | 2      |
| 7      | Duitsland            | 1    | 0      | 0     | 1      |
| 7      | Oekraïne             | 1    | 0      | 0     | 1      |
| 9      | Servië               | 0    | 3      | 1     | 4      |
| 10     | Nederland            | 0    | 1      | 0     | 1      |
| 11     | Wit-Rusland          | 0    | 0      | 2     | 2      |
| 12     | Slowakije            | 0    | 0      | 1     | 1      |
|        | Servië en Montenegro | 0    | 0      | 1     | 1      |

De FIVB beschouwt Servië eigenlijk als de opvolger van Servië en Montenegro en geeft een rangschikking uit waarbij de bronzen medaille van deze laatste bij de Servische stand wordt bijgeteld.